# Ušanka
Ušanka (rus. уша́нка) vrsta je zimske krznene kape s kožnim zaliscima. Ušanka se najviše nosi u Rusiji. Obično se izrađuje od kože ovaca, zečeva, lisica. Sa strane ima kožne zaliske, koji se mogu podignuti i pričvrstiti na vrhu šubare ili spustiti i zaštititi uši od hladnoće.
Različite vrste ušanka mogu se videti i u nekim drugim državama, kao što su bivše sovjetske republike, Kina, Mongolija i Severna Koreja. U prošlosti su se nosile na području Rusije, Nemačke i Skandinavije. Slične kape nosili su antički Skiti i razni srednjoazijski nomadi.